# Gabriel Luna
Gabriel Isaac Luna (Austin, Texas ; 5 de desembre de 1982) és un actor nord-americà. És més conegut pel seu paper com Robbie Reyes / Ghost Rider a la sèrie Agents of SHIELD, apareixent a la sèrie entre 2016 i 2017. També ha protagonitzat els rols de cíborg Rev-9 a la pel·lícula Terminator: Dark Fate (2019), i Tony Bravo a la sèrie El Matador, de la cadena El Rey Network, o Paco Contreras a la sèrie policial Wicked City, de l'ABC. Ha aparegut en altres pel·lícules com: Bernie (2011), Balls Out (2014), Freeheld (2015), Gravy (2015), Transpecos (2016) i la sèrie de TV The Last of Us (2023)

## Joventut
Gabriel Luna va néixer a Austin, Texas, fill de Deborah Ann (de cognom de soltera Pérez) i Gabriel López Luna (1962-1982), tots dos fills de mexicans. El seu pare va morir als vint anys, tres mesos abans del naixement de Gabriel. Va ser criat per la seva mare a Austin, ciutat en la qual va assistir a la St. Edward's University, on va realitzar el seu debut com a actor personificant a Romeo en una producció teatral de Romeu i Julieta, de William Shakespeare. Lluna es va graduar a la universitat en 2005.

## Carrera
Luna va fer el seu debut en la gran pantalla interpretant a Kristofer Rostropovich en la pel·lícula de drama Fall to Grace, la qual va ser estrenada en el festival South by Southwest el 12 de març de 2005. Després va prestar la seva veu per al videojoc BlackSite: Area 51, que va sortir al mercat el 12 de novembre de 2007. Luna és membre fundador del grup de teatre d'Austin "Paper Chairs Theatre Company". A l'escenari d'aquesta companyia ha interpretat els papers de Serguei Maxudov a Black Snow (2009), el personatge protagonista en Orestes (2009), i Clov a Endgame (2010). Per aquests tres papers, va rebre el premi al millor actor per part de l'Austin Critics Table el 2010. Poc després, Luna va participar en el paper protagonista de Nate Hitchins en el film de drama Dance with the One, estrenat en South by Southwest el 20 de març de 2010. A l'any següent va tenir un paper secundari en la comèdia d'humor negre Bernie, dirigida per Richard Linklater i protagonitzada per Jack Black, que va ser estrenada al Festival de cinema de Los Angeles el 16 de juny de 2011. Altres treballs menors de Luna a la televisió són els papers secundaris en sèries com Prison Break (2008), la pel·lícula per a televisió Temple Grandin (2010), la sèrie Touch (2013) i NCIS: Los Angeles (2013).
En 2014 va ser seleccionat per al paper principal com a Tony Bravo en la sèrie Matador, de la cadena El Rey Network. La sèrie es va estrenar el 15 de juliol de 2014 amb un total de 13 episodis al llarg d'una sola temporada, finalitzant el 7 d'octubre de 2014. Aquest mateix any, va aparèixer a la comèdia esportiva Balls Out, interpretant el paper de Vinnie. La pel·lícula va ser estrenada al Festival de cinema de Tribeca el 19 d'abril de 2014. Després d'això, va tenir un paper recurrent com Miguel Gilb, exparella del personatge de Taylor Kitsch, en la segona temporada de la sèrie de HBO True Detectiva, apareixent en tres episodis. Després, va protagonitzar un paper secundari a la pel·lícula dramàtica Freeheld, en la qual intervenien Julianne Moore i Ellen Page, amb direcció de Peter Sollett, estrenant-se al Festival Internacional de Cinema de Toronto el 13 de setembre de 2015. Luna va aparèixer més tard a la comèdia Gravy, dirigida per James Roday que es va emetre als Estats Units el 2 d'octubre de 2015. A continuació, Luna va ser seleccionat per a interpretar al detectiu Paco Contreras en la sèrie de drama Wicked City. La sèrie va ser estrenada en la cadena ABC el 27 d'octubre de 2015, cancel·lada després de l'emissió amb tan sols tres episodis. La resta van ser emesos a través de la plataforma en línia de Hulu.
A l'any següent, va interpretar a l'agent de frontera Llance Flores a la pel·lícula de supens Transpecos, actuant al costat de Clifton Collins Jr. i Johnny Simmons. El film va ser estrenat a South by Southwest el 13 de març de 2016. Després d'això, Luna va aparèixer en la minisèrie Harley and the Davidsons, de Discovery Channel, en el paper del motociclista de carreres Eddie Hasha. Al juliol del mateix any, es va anunciar la seva incorporació a l'elenc de la quarta temporada de la sèrie Agents of S.H.I.E.L.D. en el paper de Robbie Reyes / Ghost Rider, apareixent en nou episodis.
En 2019 va treballar en la pel·lícula Terminator: Dark Fate en el paper del robot Rev-9, actuant al costat de Linda Hamilton i Arnold Schwarzenegger.
L'abril de 2021, es va anunciar que Luna interpretaria Tommy Miller en l'adaptació televisiva d'HBO The Last of Us al costat de Pedro Pascal.

## Vida personal
Lluna està casat des de febrer de 2011 amb l'actriu romanesa Smaranda Lluna (de cognom de soltera Ciceu). La parella resideix a Los Angeles, Califòrnia.

## Filmografia

### Cinema
| Any  | Títol                 | Rol                    | Notes                                                                         |
| ---- | --------------------- | ---------------------- | ----------------------------------------------------------------------------- |
| 2005 | Fall to Grace         | Kristofer Rostropovich |                                                                               |
| 2010 | Dance with the One    | Nate Hitchins          |                                                                               |
| 2011 | Bernie                | Kevin                  |                                                                               |
| 2012 | Spring Eddy           | Eddy                   |                                                                               |
| 2014 | Balls Out             | Vinnie                 |                                                                               |
| 2015 | Freeheld              | Detectiu Quesada       |                                                                               |
| 2015 | Gravy                 | Héctor                 |                                                                               |
| 2016 | Transpecos            | Llanci Flores          | Premi especial del jurat a millor actor en el Festival de cinema de Nashville |
| 2018 | Hala                  | Mr. Lawrence           |                                                                               |
| 2019 | Terminator: Dark Fate | Rev-9                  |                                                                               |
| 2021 | Eddie & Sunny         | Eddie                  | Protagonista                                                                  |

### Televisió
| Any       | Títol                            | Rol                        | Notes                                       |
| --------- | -------------------------------- | -------------------------- | ------------------------------------------- |
| 2008      | Prison Break                     | Eduardo                    | Episodi: "Dirt Nap"                         |
| 2010      | Tremp Grandin                    | Student Wit                | Pel·lícula per a televisió; sense acreditar |
| 2013      | Touch                            | Ted                        | Episodi: "Ghosts"                           |
| 2013      | NCIS: Los Angeles                | Estudiant de geologia      | Episodi: "Descent"                          |
| 2014      | Matador                          | Tony Bravo                 | 13 episodis                                 |
| 2015      | True Detective                   | Miguel Gilb                | 3 episodis                                  |
| 2015      | Wicked City                      | Paco Contreras             | 8 episodis                                  |
| 2016      | Harley and the Davidsons         | Eddie Hasha                | Episodi: "Amazing Machine"                  |
| 2016–2017 | Marvel'ls Agents of S.H.I.E.L.D. | Robbie Reyes / Ghost Rider | 9 episodis                                  |
| 2016      | Rosewood                         | Eddie Lunez                | Episodi: "Eddie & the Empire State of Mind" |
| 2017      | Patti and Marina                 | Tipus amb la guitarra      | Episodi: "Dating"                           |
| 2023      | The Last of Us                   | Tommy Miller               |                                             |

### Videojocs
| Any  | Títol              | Notes |
| ---- | ------------------ | ----- |
| 2007 | BlackSite: Area 51 | Veu   |

### Teatre
| Any  | Títol         | Rol             | Teatre                   |
| ---- | ------------- | --------------- | ------------------------ |
| 2009 | Black Snow    | Serguei Maxudov | Salvage Vanguard Theater |
| 2009 | Orestes       | Orestes         | The Off Center           |
| 2010 | Fi de partida | Clov            | Larry L. King Theatre    |